# Anisophleps
Anisophleps is een geslacht van vliesvleugeligen uit de familie Encyrtidae. De wetenschappelijke naam van dit geslacht is voor het eerst geldig gepubliceerd in 1981 door Fidalgo.

## Soorten
Het geslacht Anisophleps is monotypisch en omvat slechts de volgende soort:
- Anisophleps alternata Fidalgo, 1981